# Élections législatives de 2006 aux îles Cook
Le 26 septembre 2006 eurent lieu aux îles Cook des élections législatives devant renouveler le Parlement. Elles virent le Democratic Party remporter une large victoire avec 8 sièges d’avance sur le Cook Islands Party.

## Un contexte de crise institutionnelle
En juin et juillet 2006 deux élections partielles remettant en cause la majorité du Democratic Party au Parlement plongèrent le pays dans une grave crise institutionnelle. Tout d'abord à Atiu dans la circonscription de Teenui-Mapumai, la démission d'Upokomaki Simpson (DP) pour raison de santé, permit à Norman George désormais indépendant de retrouver un siège. Un mois plus tard, une autre élection partielle fut organisée dans la circonscription de Matavera (Rarotonga) à la suite de la démission de Peri Vaevaetaeroi Pare (DP) condamné pour corruption. Le candidat du CIP Kiriau Turepu remporta l'élection face à la candidate du Democratic Party, Vaine Teokotai. Désormais le CIP comptabilisait 2 sièges d'avance sur le Demo. Le 24 juillet, Geoffrey Henry fit voter dans une atmosphère tendue une motion de censure visant à renverser le gouvernement Marurai. Mais juste avant que le vote n'eût lieu, Jim Marurai se rendait chez le représentant de la Reine, sir Frederick Goodwin, afin de lui demander de dissoudre le Parlement, annulant ainsi la motion de censure qui fut tout de même votée.

## Résultats
Au soir des élections les résultats préliminaires donnèrent une large victoire au Democratic Party qui remportait 15 circonscriptions contre à peine 7 pour le CIP auxquels s'ajoutaient les 2 indépendants : Tamaiti Vai Peua (Pukapuka-Nassau) et Piho Rua (Rakahanga). Surtout le CIP perdait trois sièges clés.
La circonscription de Takuvaine-Tutakimoa (Centre ville d'Avarua) qui avait vu depuis 1983 Geoffrey Henry le leader du CIP y être élu passa dans l'escarcelle du Demo. Henry qui depuis juillet avait décidé de se retirer de la vie politique avait pour ses élections laissé sa place à Mark Brown. Celui-ci perdit le scrutin de plus de huit points face à Mama Ngai Tupa qui bien qu'âgé de 72 ans remportait là ses premières élections.
L'autre grande déception du CIP concernait le siège de Tupapa-Maraerenga, bastion du CIP, pour laquelle Tupou Faireka (CIP) fut battu par John Tangi. Nick Henry président délégué du CIP déclara à ce propos “Unbelievable result, Tupapa-Maraerenga Cook Islands party since 1965 has never ever been taken away, a young energetic deputy leader, what’s gone wrong, what have we done wrong. So I had a look at the numbers 276 people did not turn out to vote in Tupapa which is almost 30 percent, unheard of.”.
La défaite d'Henry Puna, tout nouveau président du CIP après le retrait de Geoffrey Henry, dans la circonscription de Manihiki face à Tereapii Piho (DP) constitua la troisième grosse contre-performance du CIP qui se voyait ainsi privé de son leader au Parlement.
Dans les jours qui suivirent le scrutin 6 pétitions électorales furent déposées, 5 par le CIP et une par le Demo. Finalement seules deux furent retenues par la Haute Cour comme devant faire l'objet d'un nouveau scrutin. À Akaoa où Teariki William Heather (CIP) et Keu Mataroa (DP) avaient obtenu le même nombre de voix, des élections partielles furent organisées en novembre. Cette fois-ci Teariki Heather obtint plus de trente voix d'avance sur Mataroa. L'autre élection partielle concernait la circonscription de Titikaveka opposant Robert George Wigmore (DP) au sortant Tiki Matapo. Wigmore qui lors du scrutin de septembre avait été déclaré vainqueur avait vu son élection invalidée. En tant que membre du bureau Cook Islands Investment Corporation, il ne pouvait en effet légalement se présenter. Des élections partielles eurent lieu en février 2007. Wigmore en ressortit vainqueur avec 25 voix d'avance sur Matapo.

### Rarotonga
(En gras, les candidats sortants réélus)
| Circonscription            | Élu                      | Parti |
| -------------------------- | ------------------------ | ----- |
| Tupapa-Maraerenga          | John Tangi               | DP    |
| Takuvaine-Tutakimoa        | Mama Ngai Tupa           | DP    |
| Avatiu-Ruatonga-Palmerston | Albert Peto Nicholas     | CIP   |
| Nikao-Panama               | Ngamau Mere Munokoa      | DP    |
| Ruaau                      | William "Smiley" Heather | DP    |
| Akaoa                      | Teariki William Heather  | CIP   |
| Murienua                   | Tom John Marsters        | CIP   |
| Titikaveka                 | Robert George Wigmore    | DP    |
| Ngatangiia                 | Terepai Maoate           | DP    |
| Matavera                   | Cassey Tereapii Eggelton | DP    |

### Aitutaki
| Circonscription           | Élu                     | Parti |
| ------------------------- | ----------------------- | ----- |
| Amuri-Ureia               | Terepai (Junior) Maoate | DP    |
| Arutanga-Reureu-Nikaupara | Teinakore Tom Bishop    | CIP   |
| Vaipae-Tautu              | Kete Ioane              | DP    |

### Mangaia
| Circonscription | Élu                    | Parti |
| --------------- | ---------------------- | ----- |
| Oneroa          | Winton Brian Pickering | DP    |
| Ivirua          | Jim Marurai            | DP    |
| Tamarua         | Miimama Parima         | CIP   |

### Atiu
| Circonscription             | Élu           | Parti |
| --------------------------- | ------------- | ----- |
| Teenui-Mapumai              | Norman George | CIP   |
| Tengatangi-Areora-Ngatiarua | Nandi Glassie | CIP   |

### Les autres îles
| Circonscription | Élu                         | Parti    |
| --------------- | --------------------------- | -------- |
| Mauke           | Mapu Taia                   | DP       |
| Mitiaro         | Tangata Mouauri Vavia       | DP       |
| Rakahanga       | Piho Rua                    | Ind.     |
| Manihiki        | Tereapii Piho               | DP       |
| Pukapuka-Nassau | Tamaiti Vai Peua            | Ind./CIP |
| Penrhyn         | Wilkie Olaf Patua Rasmussen | DP       |